# Đà Nẵng
Đà Nẵng Ausspracheⓘ ist eine Großstadt in Zentralvietnam. Sie war während der französischen Kolonialherrschaft auch unter dem Namen Tourane bekannt. Sie liegt am Delta des Flusses Han. Im Norden schließt sich der Wolkenpass als Wetterscheide an, nicht weit davon liegt die alte Kaiserstadt Huế. Đà Nẵng hat etwa eine Million Einwohner. Die Stadt ist direkt der Zentralregierung unterstellt und somit einer Provinz gleichgestellt. Sie ist nach Ho-Chi-Minh-Stadt, Hanoi, Hải Phòng und Cần Thơ die fünftgrößte Stadt Vietnams.
Die Stadt verfügt über einen Naturhafen, der Đà Nẵng einst zu einem wichtigen Handelspunkt am Pazifischen Ozean machte.

## Geschichte

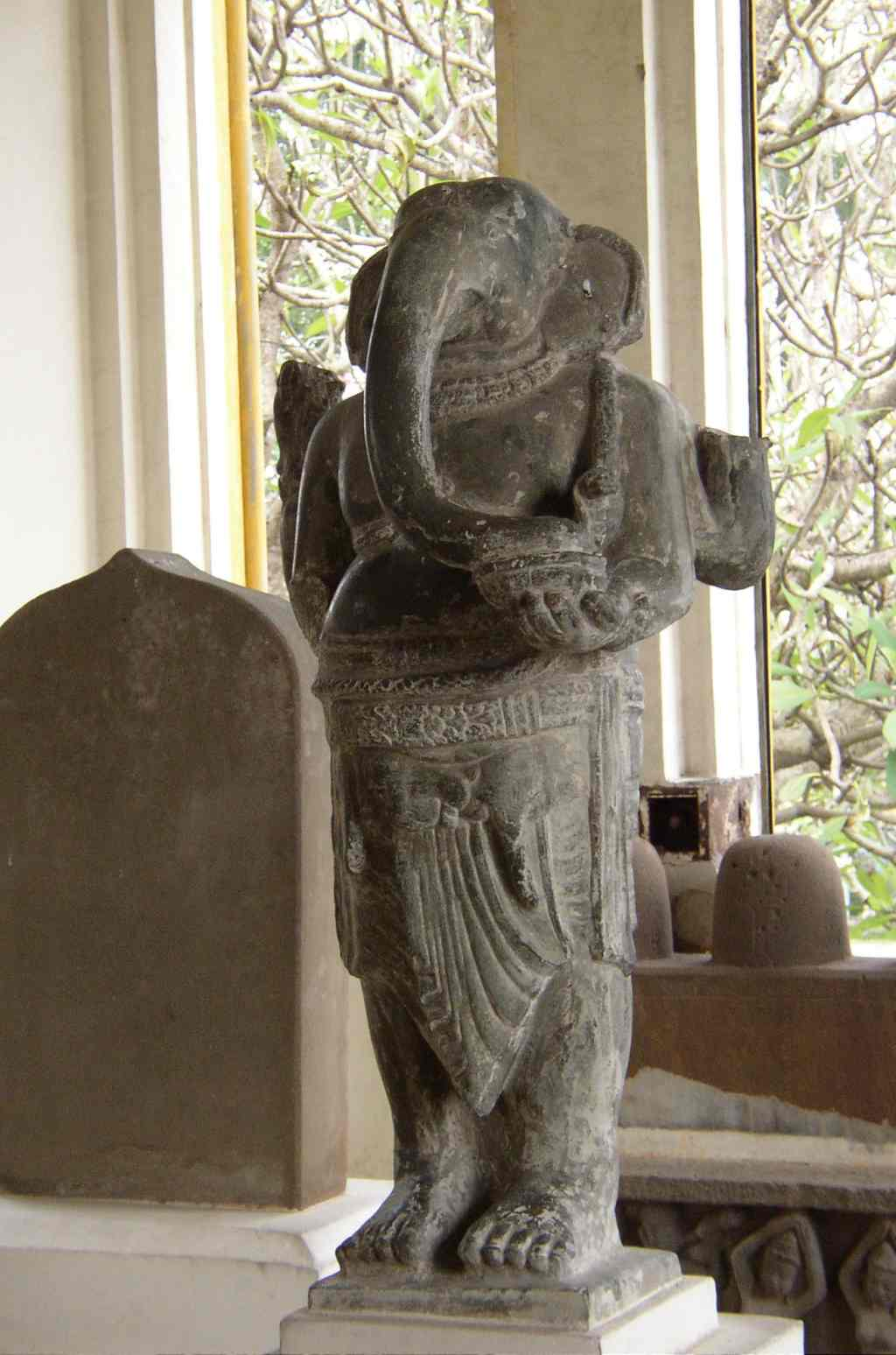
Ganesha im Cham-Museum

Đà Nẵng lag im Einzugsbereich des alten Cham-Reiches in Zentral-Vietnam.

### Kolonialzeit
Im Jahr 1847 bombardierten französische Kriegsschiffe die Stadt, vorgeblich aufgrund einer angeblichen Verfolgung katholischer Missionare. Bei der Cochinchina-Campagne im Jahre 1858 besetzten französische Truppen des Zweiten Kaiserreichs mit spanischer Unterstützung die Stadt, wurden jedoch 1860 durch vietnamesische Truppen zum Rückzug gezwungen. Da die Franzosen inzwischen Saigon und andere Gebiete im Süden Vietnams bereits erobert hatten, konnten sie sich 1862 im Vertrag von Saigon die Herrschaft über drei südliche Provinzen sichern. In der Folgezeit weiteten die Franzosen ihren Besitz aus und auch Đà Nẵng geriet als Teil des Protektorats Annam unter ihre Herrschaft.

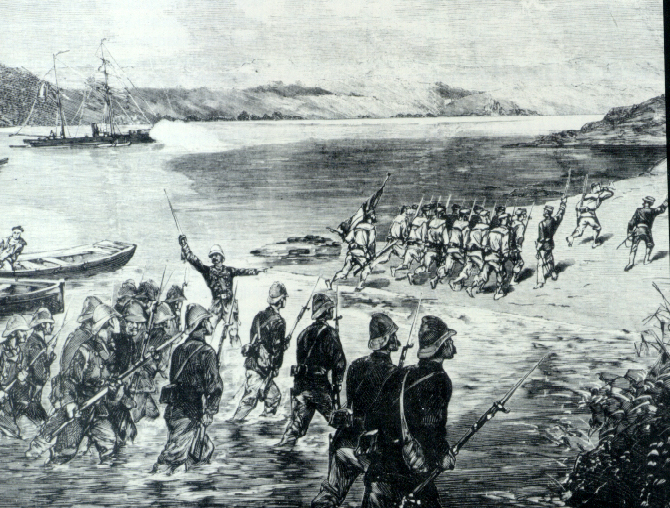
Französische Truppen bei der Schlacht um Tourane (Danang)

### Vietnamkrieg
Im Vietnamkrieg diente Đà Nẵng als wichtige Marinebasis der US-Streitkräfte. In jener Zeit entwickelte sich Đà Nẵng zu einer der größten Städte in Südvietnam.
Zu Beginn des Vietnamkrieges gingen 1965 die ersten US-Kampftruppen am China Beach südlich von Đà Nẵng in Vietnam an Land. Đà Nẵng war 1967–1972 zudem auch Ankerplatz des Hospitalschiffes Helgoland, eines umgebauten Seebäderschiffs der deutschen Reederei HADAG, von der es das Deutsche Rote Kreuz charterte. Ärzte, Krankenschwestern und Pflegepersonal des Malteser-Hilfsdienstes leisteten in Đà Nẵng humanitäre Hilfe für zivile Opfer des Vietnamkrieges. Fünf Malteser-Helfer wurden von einer Vietcong-Einheit entführt. Zwei wurden später freigelassen, die drei anderen kamen ums Leben.
Kurz vor der Tet-Offensive wurde am 21. Januar 1968 von den Nordvietnamesen damit begonnen, die Festung Khe Sanh zu belagern (Schlacht um Khe Sanh). Ein Entsatz durch die 1. US-Kavalleriedivision gelang erst am 6. April 1968. Die etwa 6.000 eingekesselten Marines mussten über eine Luftbrücke versorgt werden. Die Đà Nẵng Air Base war der nördlichste Luftstützpunkt in Südvietnam und war daher für die Versorgungsflüge von großer Bedeutung.
Am 30. März 1975 wurde die Stadt im Vietnamkrieg von kommunistischen Truppen eingenommen.

## Klima
Đà Nẵng hat ein tropisches Monsunklima mit zwei Jahreszeiten: eine lange Regenzeit von Mai bis Januar sowie eine kurze Trockenzeit von Februar bis April. Die Temperaturen sind das ganze Jahr über hoch mit einer Jahresdurchschnittstemperatur von 25,9 °C. Am wärmsten ist es zwischen Juni und August (33–34 °C im Tagesdurchschnitt) und am kältesten zwischen Dezember und Februar (18–19 °C).
|                       | Jan  | Feb  | Mär  | Apr  | Mai  | Jun  | Jul  | Aug   | Sep   | Okt   | Nov   | Dez   |   |         |
| Mittl. Tagesmax. (°C) | 24,8 | 26,1 | 28,7 | 31,0 | 33,4 | 33,9 | 34,3 | 33,9  | 31,5  | 29,6  | 27,0  | 24,9  | ⌀ | 29,9    |
| Mittl. Tagesmin. (°C) | 18,5 | 19,8 | 21,5 | 23,3 | 24,9 | 25,5 | 25,3 | 25,5  | 24,1  | 23,2  | 21,6  | 19,3  | ⌀ | 22,7    |
|                       |      |      |      |      |      |      |      |       |       |       |       |       |   |         |
| Niederschlag (mm)     | 96,2 | 33,0 | 22,4 | 26,9 | 62,6 | 87,1 | 85,6 | 103,0 | 349,7 | 612,8 | 366,2 | 199,0 | Σ | 2.044,5 |
|                       |      |      |      |      |      |      |      |       |       |       |       |       |   |         |
| Sonnenstunden (h/d)   | 4,4  | 5,4  | 5,8  | 7,0  | 8,2  | 8,0  | 7,8  | 7,0   | 5,8   | 5,1   | 4,6   | 4,0   | ⌀ | 6,1     |
|                       |      |      |      |      |      |      |      |       |       |       |       |       |   |         |
| Regentage (d)         | 13,7 | 6,9  | 4,8  | 5,6  | 8,9  | 8,0  | 8,6  | 11,4  | 15,4  | 21,2  | 20,9  | 18,6  | Σ | 144     |
|                       |      |      |      |      |      |      |      |       |       |       |       |       |   |         |
| Luftfeuchtigkeit (%)  | 83   | 83   | 83   | 82   | 79   | 76   | 75   | 77    | 81    | 84    | 84    | 84    | ⌀ | 80,9    |

| 18,5 |

| 19,8 |

| 21,5 |

| 23,3 |

| 24,9 |

| 25,5 |

| 25,3 |

| 25,5 |

| 24,1 |

| 23,2 |

| 21,6 |

| 19,3 |

| 18,5 |

| 19,8 |

| 21,5 |

| 23,3 |

| 24,9 |

| 25,5 |

| 25,3 |

| 25,5 |

| 24,1 |

| 23,2 |

| 21,6 |

| 19,3 |

## Wirtschaft
Über den Hafen wird ein Teil der landwirtschaftlichen Produkte Zentral-Vietnams, wie Reis, Trockenfisch, Tee und Fischsoße exportiert. Mit der Fertigstellung des Transportkorridors von Đà Nẵng via Laos nach Mukdahan in Nordost-Thailand werden auch Im- und Exporte aus Thailand, insbesondere des Nachbarlandes Laos über Đà Nẵng abgewickelt. Die Fertigstellung einer Erdöl-Raffinerie hat die wirtschaftliche Bedeutung der Stadt zusätzlich erhöht. Seit der Aufhebung des US-Handelsembargos 1994 haben sich Unternehmen aus Südkorea und Japan in Đà Nẵng angesiedelt.
Der deutsche Handelskonzern Metro hat in Đà Nẵng eine Filiale errichtet (die dritte neben Hanoi und Saigon).
Von touristischer Bedeutung sind das Cham-Museum mit herausragenden Exponaten der Cham-Kultur sowie die südlich der Stadt auf dem Weg nach Hội An gelegenen Höhlen der Marmor-Berge. Der Hafen von Đà Nẵng wird regelmäßig von Kreuzfahrtschiffen aus Japan und den USA angelaufen. 1997 wurde das Luxus-Hotel „Furama“ in Đà Nẵng eröffnet.
In der Stadt befindet sich der Internationale Flughafen Da Nang, der drittgrößte Flughafen Vietnams.

## Tourismus
Đà Nẵng, eine aufstrebende Küstenstadt in Vietnam, wurde vom Guide Michelin als eines der Top-10-Kulinarikziele für 2025 ausgezeichnet. Die Stadt verzeichnete 2023 fast 8 Millionen Besucher und in den ersten zehn Monaten bis März 2025 bereits 6,8 Millionen (plus 21,5 % im Jahresvergleich).

## Sehenswürdigkeiten

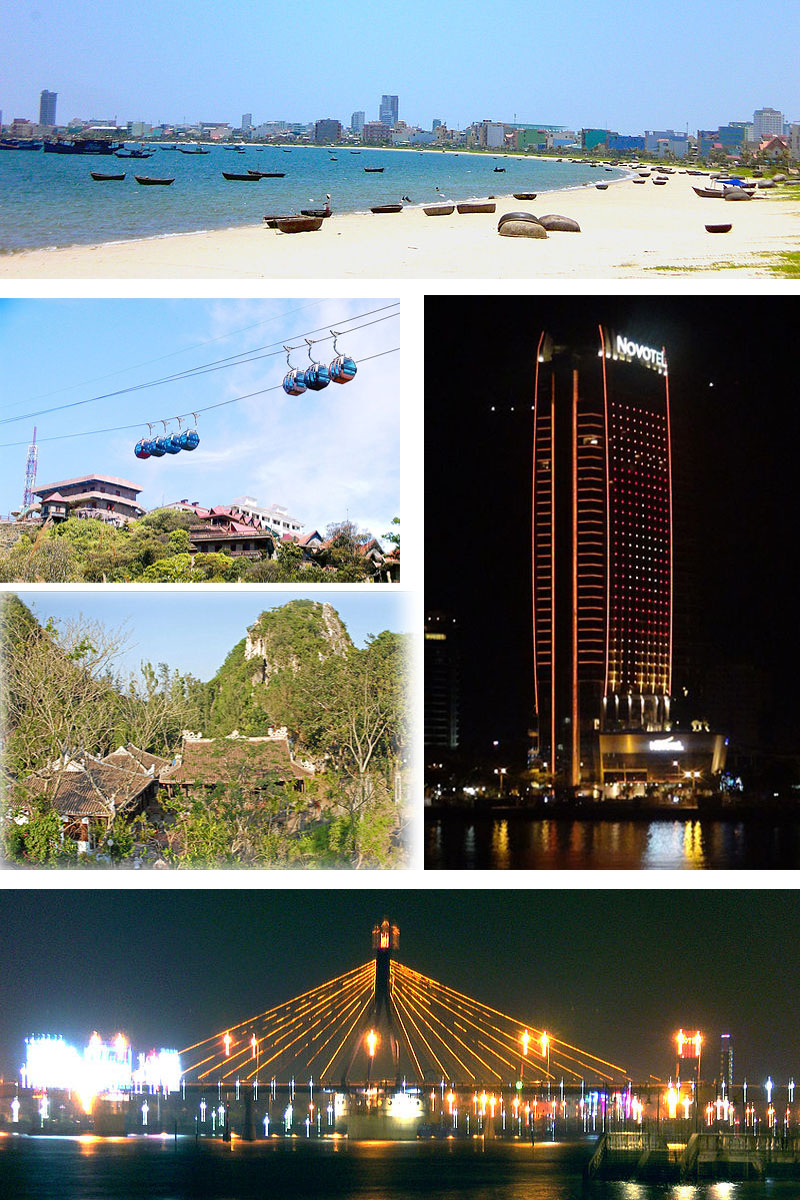
Verschiedene Sehenswürdigkeiten Đà Nẵngs

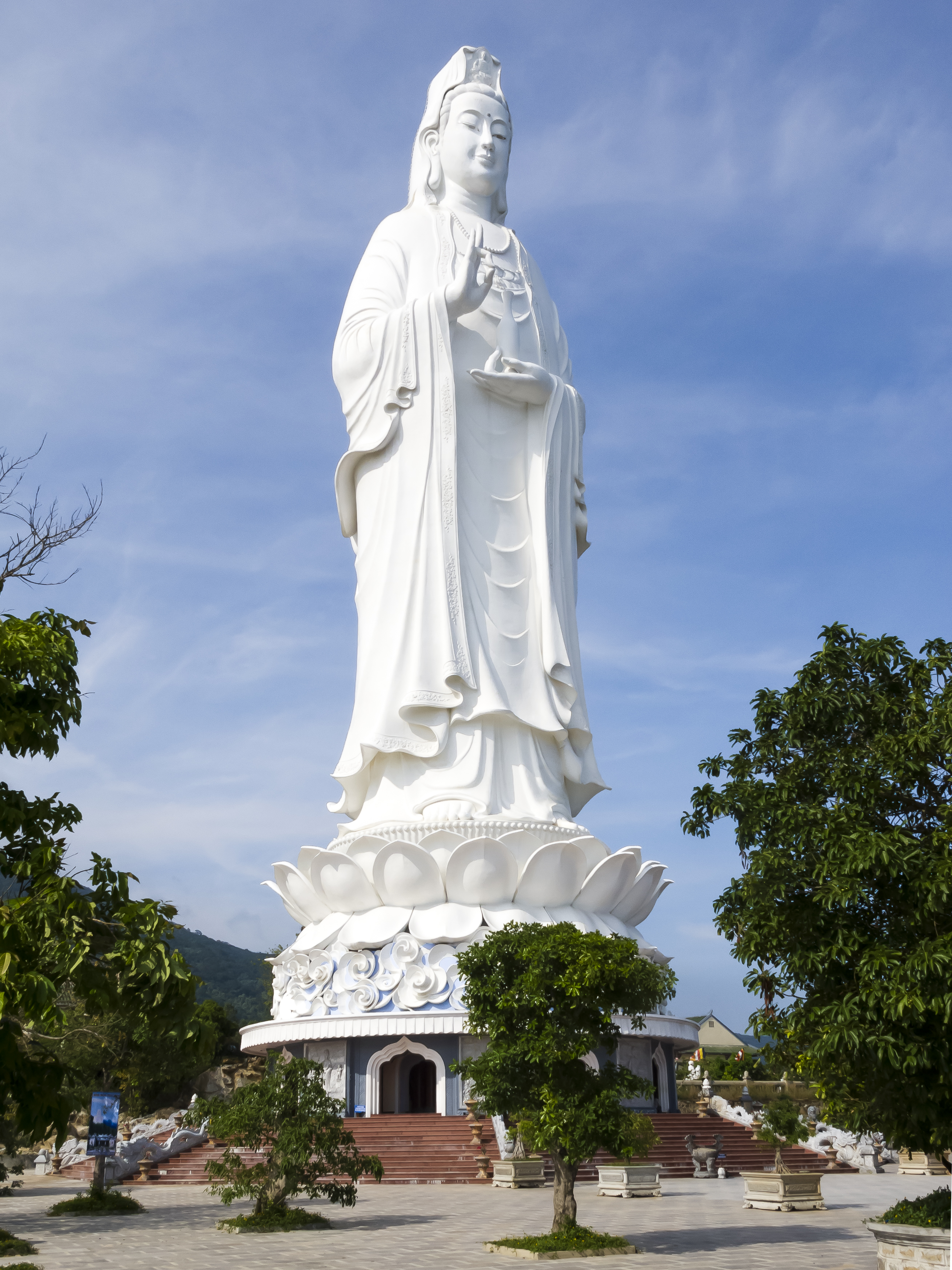
67 m hohe Bodhisattva-Statue auf der Halbinsel Son Tra

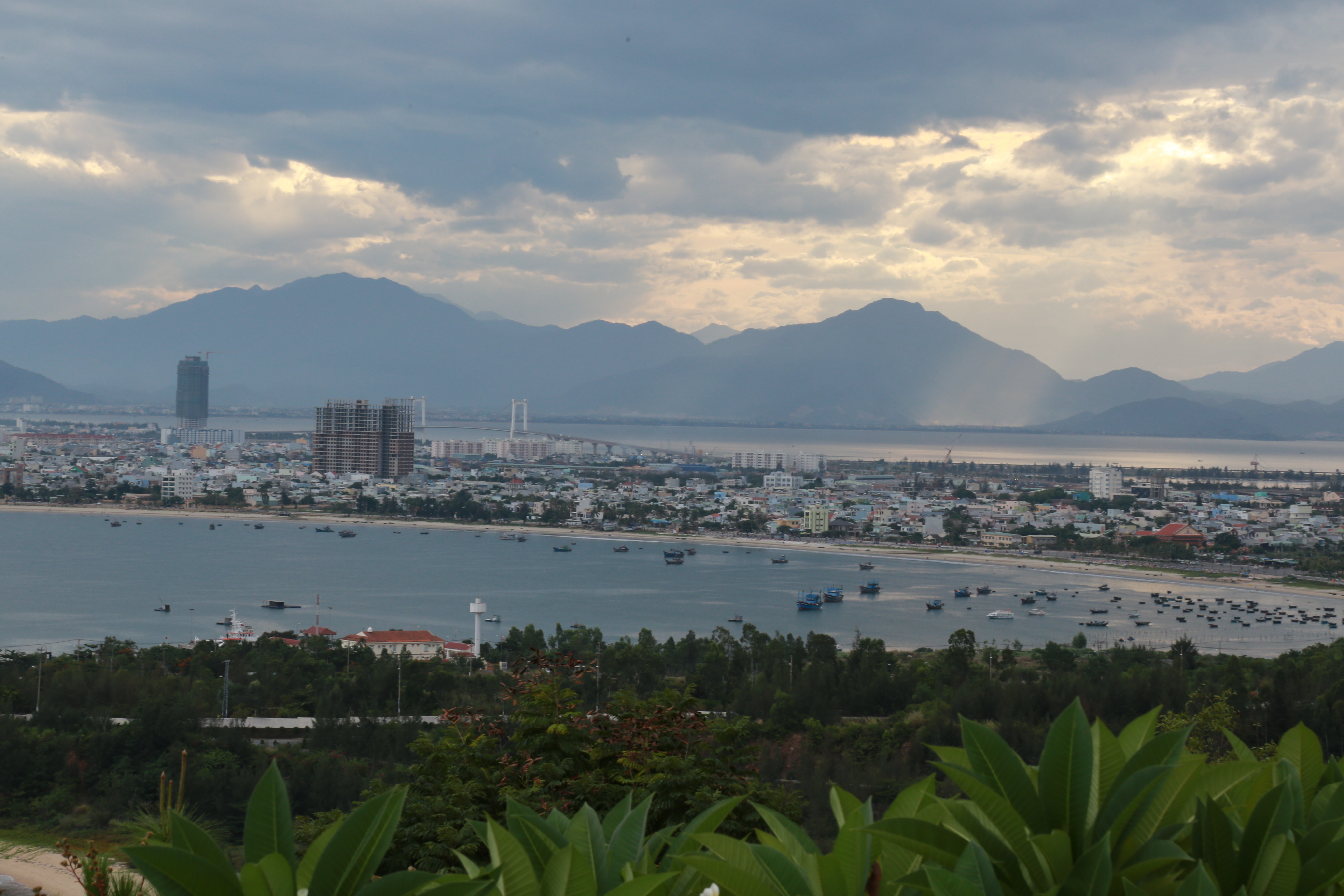
Die Stadt Danang von der Halbinsel Son Tra aus gesehen

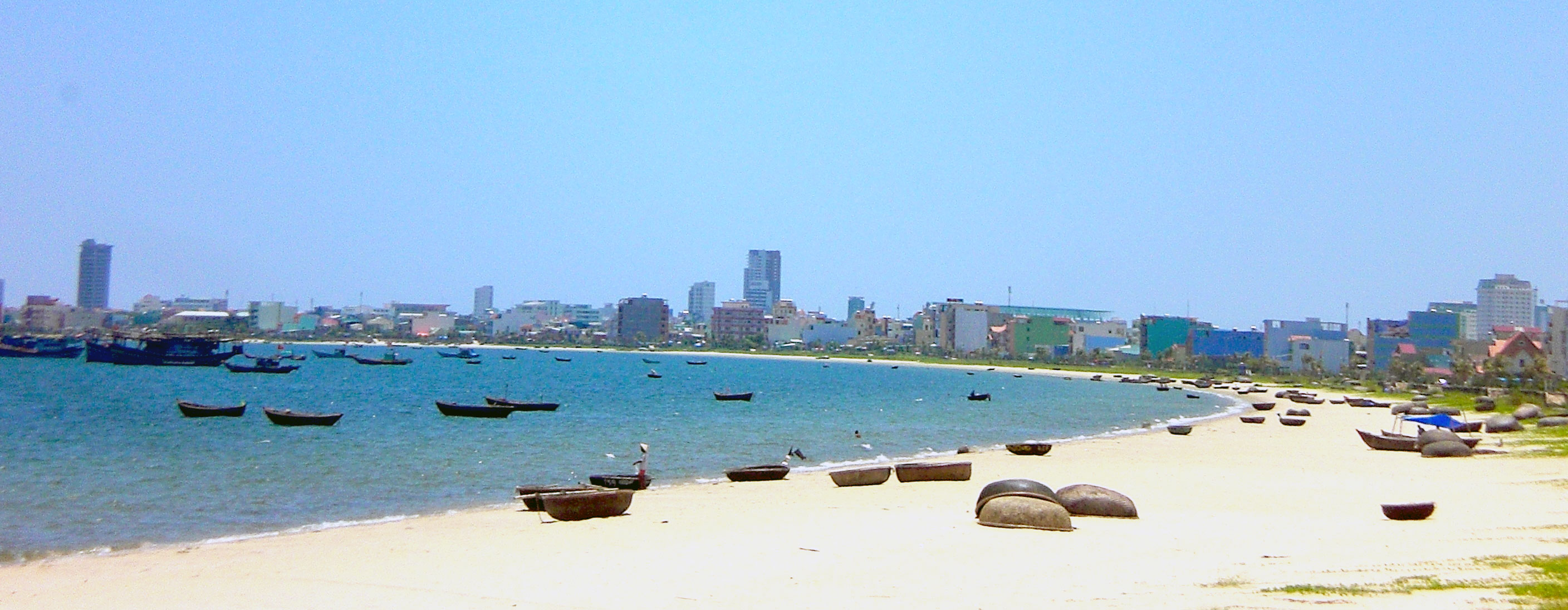
Ein Strandabschnitt von Đà Nẵng

- Cham-Museum
- Kathedrale (1923)
- China Beach (ein Surfer-Paradies)
- Marmor-Berge
- Wolkenpass (496 m) – 22 km nördlich von Đà Nẵng
- Statue der Bodhisattva Quan Âm auf der Halbinsel Son Tra
- Bà Nà Hills Resort (1489 m) – 32 km westlich von Đà Nẵng

## Brücken
Zu den Sehenswürdigkeiten gehören auch die Brücken mit einer besonderen Architektur.
- Thuận-Phước-Brücke
- Han-Brücke (vietnamesisch Cầu sông Hàn)
- Drachenbrücke (vietnamesisch Cầu Rồng)
- Nguyễn-Văn-Trỗi-Fußgängerbrücke (vietnamesisch Cầu đi bộ Nguyễn Văn Trỗi)
- Trần-Thị-Lý-Brücke (vietnamesisch Cầu Trần Thị Lý)
- Kreuzungsüberführung Hue (vietnamesisch Cầu vượt Ngã Ba Huế)

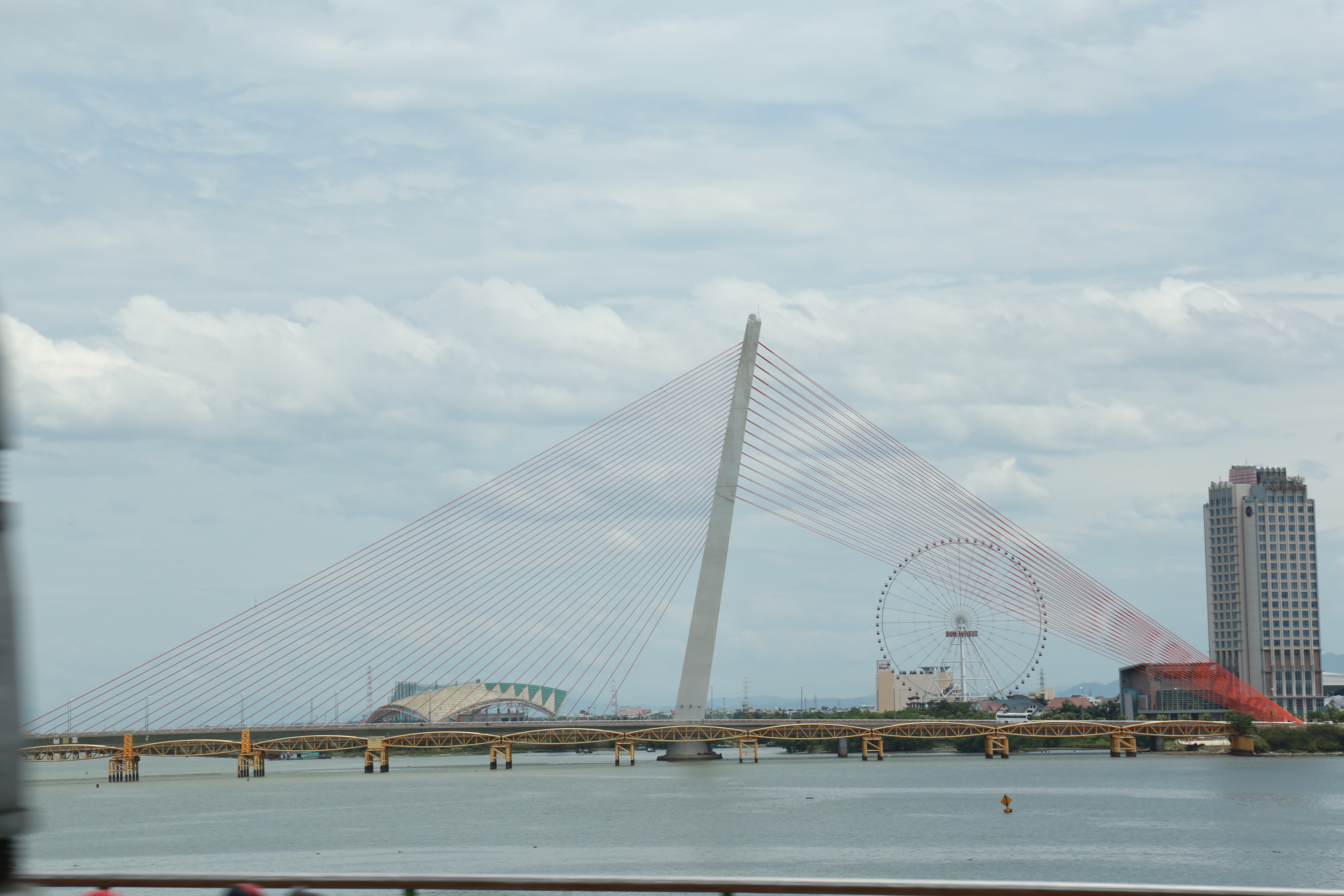
Die Trần-Thị-Lý-Brücke
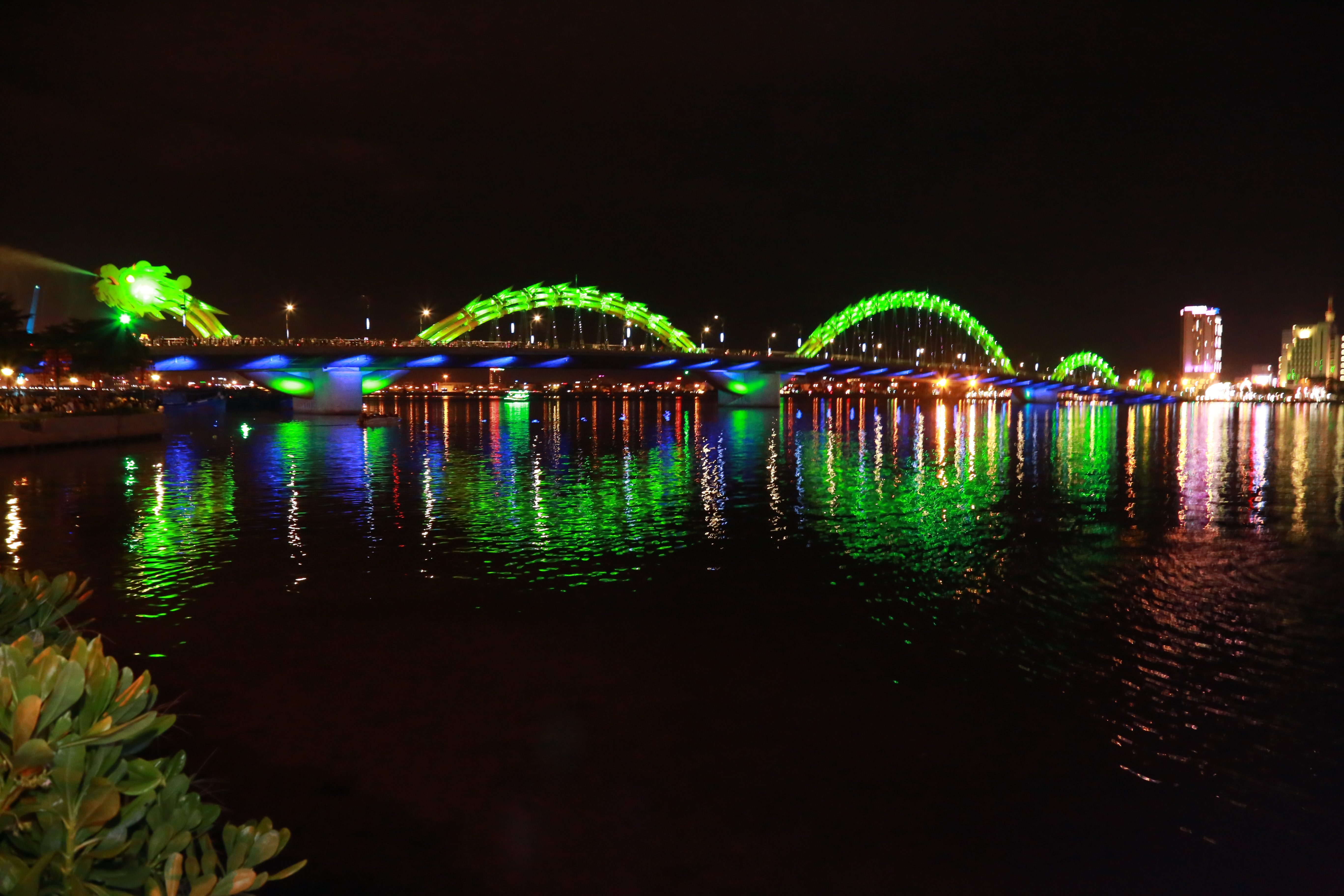
Die Drachenbrücke
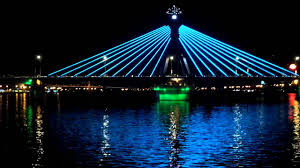
Die Hàn-Fluss-Brücke
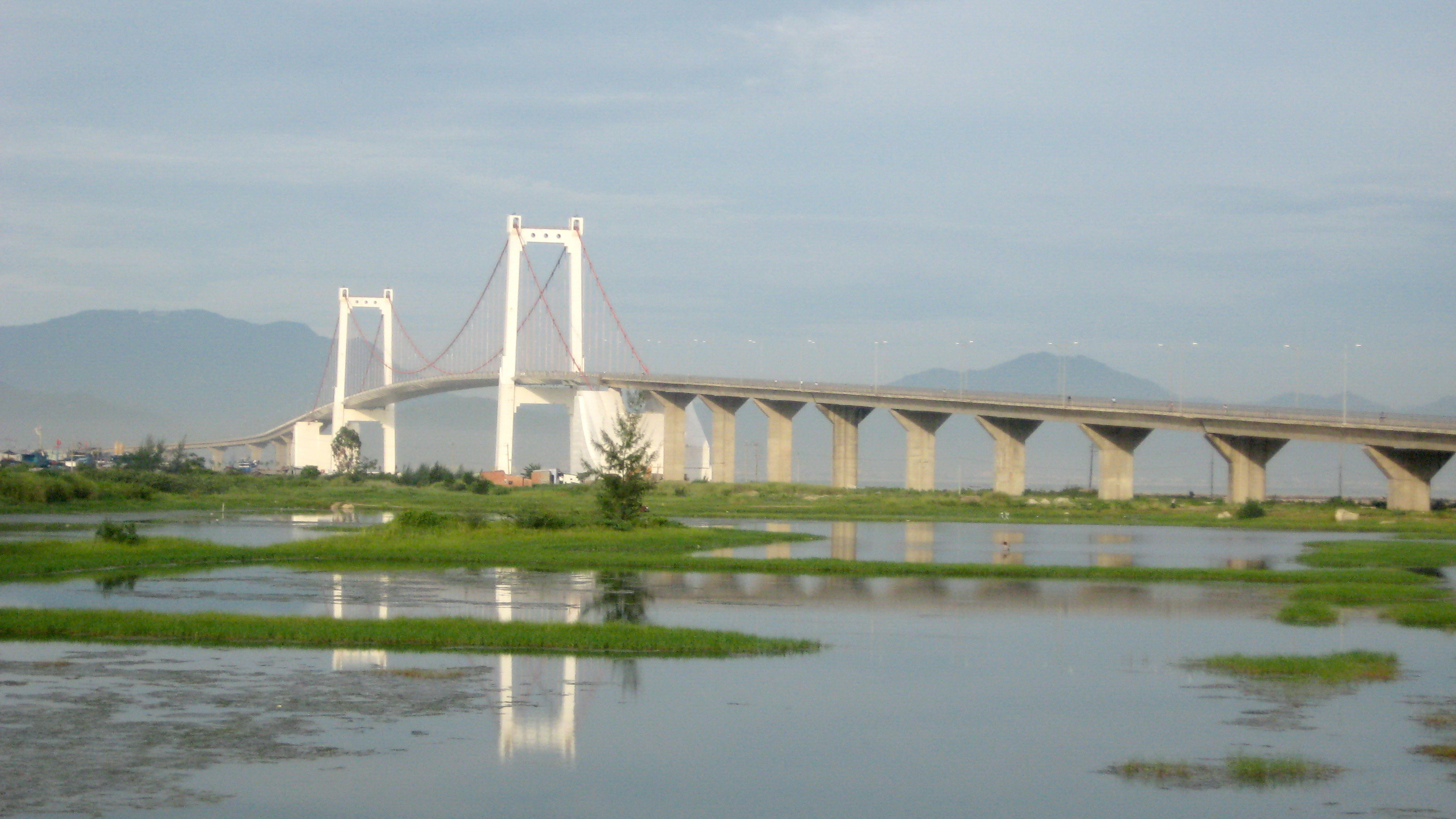
Die Thuận-Phước-Brücke

## Politik

### Verwaltung
Đà Nẵng ist direkt der Zentralregierung unterstellt und der Verwaltungseinheit Provinz gleichgestellt. Dieser erweiterte Stadtbereich wird in sechs Stadtdistrikte, einen Landkreis und die umstrittene Inselgruppe Paracel-Inseln gegliedert.
- Stadtdistrikte: Cẩm Lệ, Hải Châu, Liên Chiểu, Ngũ Hành Sơn (Marmor-Berge), Sơn Trà, Thanh Khê
- Ländliche Distrikte: Hòa Vang, Hoàng Sa (Paracel-Inseln).

### Hafenpartnerschaft
- Kawasaki (Kanagawa), Japan

### Städtepartnerschaften
- Hải Phòng (Vietnam)
- Izmir (Türkei), seit 1998
- Kaohsiung (Republik China (Taiwan))
- Macau (Volksrepublik China)
- Nischni Nowgorod (Russland)[8]
- Oakland (Vereinigte Staaten)
- Pittsburgh (Vereinigte Staaten), seit 2008
- Jaroslawl (Russland)[9]

## Söhne und Töchter der Stadt
- Joseph Chau Ngoc Tri (* 1956), Geistlicher und römisch-katholischer Bischof von Lạng Sơn und Cao Bằng
- P. Q. Phan (* 1962), in den USA lebender vietnamesischer Komponist
- Trần Anh Hùng (* 1962), vietnamesisch-französischer Filmregisseur
- James Nguyen (* 1966), vietnamesisch-amerikanischer Filmproduzent und Regisseur
- Michael Pham (* 1967), vietnamesisch-US-amerikanischer Geistlicher, Bischof von San Diego
- Hiep Thi Le (1970–2017), vietnamesisch-amerikanische Schauspielerin
- John Phan (* 1974), amerikanischer Profi-Pokerspieler
- Mỹ Tâm (* 1981), Sängerin
- Trần Lê Quốc Toàn (* 1989), Gewichtheber

## Film
- Hans-Dieter Grabe: Nur leichte Kämpfe im Raum Da Nang (D 1970) – Adolf-Grimme-Preis in Silber